# Carl Sundquist
Carl Sundquist (* 24. November 1964 in Indianapolis) ist ein ehemaliger US-amerikanischer Radrennfahrer und nationaler Meister im Radsport.

## Sportliche Laufbahn
Sundquist war Bahnradsportler und Teilnehmer der Olympischen Sommerspiele 1988 in Seoul und der Olympischen Sommerspiele 1992 in Barcelona. In Seoul wurde er in der Einerverfolgung auf dem 9. Platz klassiert. 1992 in Barcelona wurde er 12. in der Einerverfolgung.
1994 gewann er mit Adam Laurent, Dirk Copeland und Mariano Friedick die Silbermedaille in der Mannschaftsverfolgung bei den UCI-Bahn-Weltmeisterschaften. Bei den Panamerikanischen Spielen 1987 (mit Leonard Nitz, Dave Lettieri und David Brinton) und 1995 gewann er die Goldmedaille in der Mannschaftsverfolgung.
Sundquist gewann von 1985 bis 1987 die nationalen Titel in der Einerverfolgung und im Punktefahren. 1985 (mit Danny Van Haute und Mark Whitehead), 1987 und 1995 holte er die Titel in der Mannschaftsverfolgung.